# دی‌بنزوتیوفن
دی‌بنزوتیوفن (به انگلیسی: Dibenzothiophene) با فرمول شیمیایی C۱۲H۸S یک ترکیب شیمیایی است. که جرم مولی آن ۱۸۴٫۲۶ g/mol می‌باشد. شکل ظاهری این ترکیب، بلورهای بی‌رنگ است.